# Clathria tuberculata
Clathria tuberculata är en svampdjursart som först beskrevs av Burton 1934.  Clathria tuberculata ingår i släktet Clathria och familjen Microcionidae. Inga underarter finns listade i Catalogue of Life.